# Tuğçe
Tuğçe significa petit tuğ en turc i s'utilitza com a nom de dona. Persones amb el nom Tuğçe inclouen:
- Tuğçe Albayrak - jove turco-alemanya asesinada
- Tuğçe Atıcı - jugadora de voleibol turca
- Tuğçe Güder - model turca
- Tuğçe Hocaoğlu - jugadora de voleibol turca
- Tuğçe Karabacak - actriu turca